# Список политических партий Кот-д’Ивуара
В этой статье перечислены основные политические партии Кот-д’Ивуара. Политическая система Кот-д’Ивуара предусматривает многопартийность. С 1960 по 1990 Демократическая партия Кот-д’Ивуара была единственной партией в стране. В 1999 в результате переворота к власти пришел Ивуарийский народный фронт. По итогам кризиса 2010 года к власти пришли представители Объединения республиканцев. Более сотни партий в стране имеют официальную регистрацию, но лишь некоторые имеют существенную поддержку у населения.

## Действующие партии
Ключевые парламентские партии:
| Название партии                     | Дата основания | Лидер                 |
| ----------------------------------- | -------------- | --------------------- |
| Демократическая партия Кот-д’Ивуара | 1946           | Анри Конан Бедье      |
| Ивуарийский народный фронт          | 1982           | Паскаль Аффи Н'Гессан |
| Объединение республиканцев          | 1994           | Алассан Уаттара       |

Также представлены в парламенте:
- Союз за мир и демократию в Кот-д’Ивуаре (Union pour la démocratie et la paix en Côte d’Ivoire)
- Союз за Кот-д’Ивуар (Union pour la Côte d’Ivoire)
- Народный социалистический союз (Union Socialiste du Peuple)